# Sedilo
Sedilo (sardinsky: Sèdilo) je italská obec (comune) v provincii Oristano v regionu Sardinie. Nachází se ve výšce 283 metrů nad mořem a má přibližně 2 000 obyvatel. Rozloha obce je 68,45 km².